# Vozera Plaŭna
Vozera Plaŭna (vitryska: Возера Плаўна) är en sjö i Belarus.   Den ligger i voblasten Vitsebsks voblast, i den norra delen av landet, 120 km nordost om huvudstaden Minsk. Vozera Plaŭna ligger 157 meter över havet. Arean är 2,9 kvadratkilometer. Den sträcker sig 3,0 kilometer i nord-sydlig riktning, och 1,7 kilometer i öst-västlig riktning.
I omgivningarna runt Vozera Plaŭna växer i huvudsak blandskog. Runt Vozera Plaŭna är det ganska glesbefolkat, med 22 invånare per kvadratkilometer.